# 国際産業遺産保存委員会
国際産業遺産保存委員会（the International Committee for the Conservation of the Industrial Heritage, TICCIH）は、産業考古学の研究や、産業遺産の保護・振興などを目的とした国際的な団体である。
その主たる関心の時期は産業革命開始以降のことで、そこには製造業、採掘業、運輸業、公的なインフラストラクチャーなどの関する物質的・文献的な遺物を広く包含する。TICCIHは、産業考古学の学際的性質を反映して、多くの分野の好事家や専門家を引き入れている。
TICCIHは、1973年にイギリスのアイアンブリッジで行われた「産業遺産保護のための国際会議」（the International Conference for the Conservation of the Industrial Heritage）第一回大会のあとに設立された。国際会議は3年ごとに行われ、第13回大会は2006年にイタリアで開催された。会議は議長と評議員会（Board）で構成され、彼らは様々な国内委員会や関連団体の各国代表から選出される。会員には、個人のメンバーも、各国学会などの団体メンバーもともに含まれている。参加している学会には、北米産業考古学会（the North American Society for Industrial Archaeology）、フランスの産業考古学系の団体である CILAC、英国産業考古学会（the British Association for Industrial Archaeology）などがある。会員は年4回刊行の学会誌を受け取る。
TICCIH は、2000年以降、 ICOMOSにおける産業考古学に関する専門的アドヴァイザーの立場にあり、産業遺産の世界遺産リスト登録にあたっての評価も行っている。